# Rodolfo Pallucchini
Rodolfo Pallucchini, né à Milan le 10 novembre 1908, et mort à Venise le 8 avril 1989 , est un historien de l'art italien.

## Biographie
Rodolfo Pallucchini naît à Milan. En 1925, son père, ingénieur civil, est muté à Venise. En 1931, il obtient la Laurea de lettres à l'université de Padoue, en présentant une thèse sur Giovanni Battista Piazzetta et son école.
En 1935, il est nommé inspecteur des antiquités et des beaux-arts à la Galleria Estense de Modène, dont il devient le directeur en 1939.
En 1937, il est nommé professeur d'histoire de l'Art médiéval et moderne. En 1939, il est muté à l'administration des galeries de Venise où il occupe la direction des beaux-arts de la commune jusqu'en 1950. Il s'emploie à l'organisation d'expositions d'art ancien comme celle dédiée à Paolo Veronese (Ca’ Giustinian, 1939), aux graveurs vénitiens du Settecento (1941), aux chefs-d'œuvre des musées vénitiens (musée Correr, 1946), à Giovanni Bellini (1949), ainsi que celle sur les « Cinq siècles de la peinture vénitienne » (musée Correr, 1945), organisée en collaboration avec Roberto Longhi.
En 1947, il fonde et dirige la revue Arte Veneta. La même année, il devient secrétaire général de la Biennale de Venise dont il organise les éditions de 1948 à 1954. 
En 1950, il devient titulaire de la chaire d'histoire médiévale et moderne de l'université de Bologne et obtient la chaire d'histoire de l'art moderne de l'université de Pavie en novembre 1956. 
De 1958 à 1973, il préside le conseil scientifique du Centro internazionale di studi di architettura Andrea Palladio (CISA Palladio), dont il fonde et dirige le Bollettino.
En 1972, il est nommé directeur de l’Istituto di Storia dell’Arte de la Fondazione Giorgio Cini de Venise. 
En 1979, il quitte l'enseignement de l'université de Padoue et se consacre essentiellement à l'histoire de l'art.

### Principales fonctions
- Directeur des beaux-arts de la commune de Venis (1940-1950)
- Secrétaire général de la Biennale de Venise (1948-1957)
- Professeur universitaire de l'histoire de l'art moderne à Padoue et à Bologne
- Sociétaire national des Lincei (1968)
- Cofondateur du centre international d'études A. Palladio de Vicence
- Directeur de la Fondazione Cini (à partir de 1972)

## Publications (sélection)
- La pittura veneziana del Cinquecento en 2 volumes, 1944
- La giovinezza del Tintoretto, 1950
- Piazzetta, 1956
- Giovanni Bellini, 1959
- La pittura veneziana del '700, 1960
- La pittura veneziana del '600, 1981